# Opuntia pinkavae
Opuntia pinkavae ist eine Pflanzenart in der Gattung der Opuntien (Opuntia) aus der Familie der Kakteengewächse (Cactaceae). Das Artepitheton pinkavae ehrt den US-amerikanischen Botaniker Donald John Pinkava (1933–2017).

## Beschreibung
Opuntia pinkavae wächst strauchig mit ausgestreckten bis aufsteigenden Zweigen und erreicht Wuchshöhen von 10 bis 25 Zentimetern. Die schmalen bis breit eiförmigen, flachen und fest miteinander verbunden Triebabschnitte sind kahl oder leicht flaumig. Sie sind 6,5 bis 15 Zentimeter lang und 3 bis 11 Zentimeter breit. Die 1,5 bis 2 Zentimeter auseinanderstehenden Areolen tragen am oberen Teil auffällige, dichte Glochiden von 2 bis 4 Millimetern Länge. Die 1 bis 4 gelblich grauen bis weißlich grauen  Dornen entspringen den oberen Areolen. Sie sind abwärts gerichtet bis aufrecht stehend und 3,5 bis 7 Zentimeter lang. Manchmal sind noch kleinere Dornen vorhanden.
Die magentaroten bis rosafarbenen Blüten sind 4,5 bis 7,5 Zentimeter lang. Die trockenen Früchte erreichen Durchmesser von 2 bis 2,5 Zentimeter.

## Verbreitung, Systematik und Gefährdung
Opuntia pinkavae ist in den Vereinigten Staaten im Norden von Arizona und im Süden von Utah in Höhenlagen von 1370 bis 1560 Metern verbreitet.
Die Erstbeschreibung wurde 1998 von Bruce Dale Parfitt veröffentlicht.
In der Roten Liste gefährdeter Arten der IUCN wird die Art als „Least Concern (LC)“, d. h. als nicht gefährdet geführt. Die Entwicklung der Populationen wird als stabil angesehen.

## Nachweise